# Gholām Ḩoseyn Kandī
Gholām Ḩoseyn Kandī (persiska: غلام حسين كندی) är en ort i Iran.   Den ligger i provinsen Ardabil, i den nordvästra delen av landet, 500 km nordväst om huvudstaden Teheran. Gholām Ḩoseyn Kandī ligger 702 meter över havet och antalet invånare är 121.
Terrängen runt Gholām Ḩoseyn Kandī är kuperad, och sluttar norrut. Runt Gholām Ḩoseyn Kandī är det ganska glesbefolkat, med 35 invånare per kvadratkilometer. Närmaste större samhälle är Qarah Khān Beyglū, 15,6 km söder om Gholām Ḩoseyn Kandī. Trakten runt Gholām Ḩoseyn Kandī består i huvudsak av gräsmarker.